# Orthrus
Orthrus es un género de arañas araneomorfas de la familia Salticidae. Se encuentra en el sureste de Asia.

## Lista de especies
Según The World Spider Catalog 12.5::
- Orthrus bicolor Simon, 1900
- Orthrus calilungae Barrion, 1998
- Orthrus muluensis Wanless, 1980
- Orthrus palawanensis Wanless, 1980